# Kabinda
Kabinda è una città ed un territorio della Repubblica Democratica del Congo, la città è il capoluogo della Provincia di Lomami. Secondo i dati del censimento del 2012 la città ha 219.154 abitanti, mentre stime del 2004 indicano 126.723 abitanti.
Si trova nel Congo centrale lungo la Strada statale N2 del Congo che collega Mbuji-Mayi nel sud-ovest del Congo con Beni nel nord-est.
La città è sede vescovile cattolica.
La città è servita dall'aeroporto di Tunta (IATA: KBN, ICAO: FZWT).